# Jorge Antonio Serrano Elías

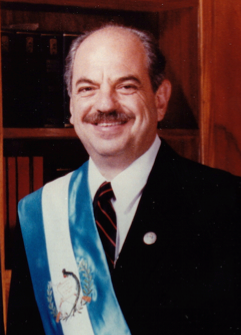
Retrato oficial

Jorge Antonio Serrano Elías (26 de abril de 1945) é um político da Guatemala, foi o presidente da Guatemala de 1991 a 1993.